# Giacomo Meyerbeer
Giacomo Meyerbeer (ur. 5 września 1791 w Tasdorf, zm. 2 maja 1864 w Paryżu) – niemiecki kompozytor operowy, najważniejszy twórca grand opéry, wolnomularz.

## Życiorys
Meyerbeer urodził się jako Jakob Liebmann Meyer Beer niedaleko Tasdorf (obecnie część Rüdersdorf bei Berlin). Był synem żydowskiego producenta cukru i bankiera Jacoba Judy Herza Beera (1769-1825) i Amalii (Malki) Liebmann Meyer Wulff (1767-1854), córki finansisty Liepmanna Meyera Wulffa, prowadzącej w Berlinie znany salon literacko-muzyczny. Był bratem Wilhelma Beera, bankiera i polityka oraz Michaela Beera, pisarza. W 1810 niemieckie imię Jacob zmienił na włoskie, połączył części nazwiska Meyer i Beer nazywając się odtąd Giacomo Meyerbeer.
Większą część swojego życia spędził we Francji i jej też głównie poświęcił swój artystyczny talent, stąd bywa czasem zaliczany do kompozytorów francuskich. Jego nauczycielem był Muzio Clementi. Razem z Carlem Marią von Weberem studiował też u Georga Josepha „Abbé” Voglera. Przez 10 lat po studiach przebywał we Włoszech, by od roku 1826 na stałe osiąść w Paryżu. W 1842 Meyerbeer został wyznaczony przez króla pruskiego Fryderyka Wilhelma IV na następcę Gaspare Spontiniego na stanowisku dyrektora muzycznego Staatsoper Unter den Linden, królewskiej opery w Berlinie z zobowiązaniem dyrygowania tam cztery miesiące w roku. Faktycznie z uwagi na niewielkie wynagrodzenie było to stanowisko honorowe, które piastował do 1846. Zmarł w Paryżu, lecz został pochowany na cmentarzu żydowskim przy Schönhauser Allee w Berlinie.

## Twórczość
Pierwszą operą kompozytora było Ślubowanie Jeftego (Jephtas Gelübde), za najważniejszą jest uważany Robert Diabeł – sztandarowe dzieło romantyzmu, które przyczyniło się również do rozwoju baletu. Giacomo Meyerbeer potrafił wykorzystywać i łączyć elementy charakterystyczne dla stylów niemieckiego, włoskiego i francuskiego, tego ostatniego w największym stopniu. Wykazywał też dużą wynalazczość w dziedzinie instrumentacji. Jego styl miał bardzo duży wpływ na późniejszych kompozytorów, z których na pierwszym miejscu wymienić należy Richarda Wagnera.
Meyerbeer po śmierci odszedł nieco w zapomnienie. Wynikało to głównie ze zmieniających się mód oraz tego, że do głosu zaczęli dochodzić inni kompozytorzy. Jego operom zarzucano też tanie efekciarstwo i płytkość, również niewielu było śpiewaków mogących podołać wymaganiom stawianym przez meyerbeerowskie role. Jego twórczość była zwalczana z powodów rasistowskich, głównie przez Richarda Wagnera. Po I wojnie światowej nie były wystawiane prawie w ogóle, by na sceny powoli powracać w obecnym czasie.

## Ważniejsze opery
- Il Crociato in Egitto (Krucjata w Egipcie), Wenecja 1824
- Robert le Diable (Robert Diabeł), Paryż 1831 (na tematy z tej opery Fryderyk Chopin napisał Grand Duo concertant E-dur na wiolonczelę i fortepian)
- Les Huguenots (Hugenoci), Paryż 1836
- Le Prophète (Prorok), Paryż 1849
- Dinorah ou Le Pardon de Ploërmel, Paryż 1859
- L'Africaine (Afrykanka), Paryż 1865 (wykonana już po śmierci kompozytora)

## Odznaczenia
- Order Krzyża Południa (1830, Brazylia)[3]
- Krzyż Kawalerski Orderu Legii Honorowej (1832, Francja)[3]
- Krzyż Kawalerski Orderu Ernestyńskiego (1840, Saksonia-Koburg-Gotha)[3]
- Krzyż Kawalerski Orderu Henryka Lwa (1840, Brunszwik)[3]
- Krzyż Kawalerski Orderu Gwiazdy Polarnej (1842, Szwecja)[3]
- Order Pour le Mérite za Naukę i Sztukę (1842, Prusy)[3][4]
- Krzyż Komandorski Orderu Legii Honorowej (1849, Francja)[3]
- Krzyż Kawalerski Orderu Zasługi Cywilnej (1850, Saksonia)[3]
- Krzyż Kawalerski Orderu Franciszka Józefa (1850, Austria)[3]
- Order Maksymiliana za Naukę i Sztukę (1853, Bawaria)[3]
- Krzyż Komandorski Orderu Korony (1854, Wirtembergia)[3]
- Order Korony Dębowej (1854, Holandia)[3]
- Krzyż Komandorski Orderu Alberta (1855, Saksonia)[3]
- Krzyż Komandorski z Gwiazdą Orderu Ernestyńskiego (1855, Saksonia-Koburg-Gotha)[3]
- Order Królewski Korony II Klasy (1861, Prusy)[3]